# جمهورية توريدا الاشتراكية السوفيتية
جمهورية توريدا الاشتراكية السوفيتية (بالروسية: Советская Социалистическая Республика Тавриды) كانت محاولة فاشلة لتأسيس جمهورية سوفيتية في شبه جزيرة القرم لتكون جزءًا من روسيا السوفيتية. قام بتأسيس الجمهورية البلشفي أنطون سلوتسكى والذي شارك مسبقًا في الثورة البلشفية. تواجدت الجمهورية من 19 مارس 1918 وحتى 30 أبريل من نفس العام وقد اعترفت بها روسيا السوفيتية.

## الحكومة السوفيتية
| المنصب                                  | الموظف                                                                       |
| --------------------------------------- | ---------------------------------------------------------------------------- |
| مفوض الشعب                              | أنطون سلوتسكى                                                                |
| مفوض العلاقات الخارجية والقضايا الوطنية | فيرديفس (حتى 22 مارس) أنطون سلوتسكى                                          |
| مفوض الشؤون الداخلية                    | نوفوسيلسيكي                                                                  |
| مفوض الزراعة                            | أريفييف (حتى 22 مارس) فانو غوغولاشفيلي بلوتسركوفتس أكيموتشكين (حتى 11 أبريل) |
| مفوض الشؤون العسكرية                    | كول (في 26 مارس، اندمجت المفوضية مع مفوضية البحرية)                          |
| مفوض البحرية                            | يوري غافن                                                                    |
| مفوض المالية                            | كوليادنكو (حتى 22 مارس) جان ميلر                                             |
| مفوض النقل                              | كوروبتسف (حتى 22 مارس)                                                       |
| مفوض العمل                              | فريدريك شيخانوفيتش                                                           |
| مفوض التعليم                            | بترينكو (حتى 25 مارس) سكريبنيك                                               |
| مفوض الأعمال الخيرية                    | فولكوف (حتى 24 مارس) ماكاروف (24 مارس - 11 أبريل) بورلاكا                    |
| مفوض الصحة                              | كاتس (منذ 24 مارس)                                                           |
| مفوض العدل                              | فانو غوغولاشفيلي (منذ 24 مارس)                                               |
| مفوض البريد والبرقيات                   | أوربانسكي (منذ 21 مارس)                                                      |
| مفوض الطعام                             | فيدوسيف (25 أبريل - 8 أبريل) سكريبنيك                                        |
| أمين المفوضية (سكرتير المفوض)           | سكريبنيك (منذ 25 مارس)                                                       |
| مفوض الشؤون العليا                      | فيكتوروف (حتى نهاية مارس) فيرسوف                                             |